# Сертякіно (селище)
Сертя́кіно (рос. Сертякино) — селище у складі Подольського міського округу Московської області, Росія.
Стара назва — Отділення совхоза Сертякіно.

## Населення
Населення — 75 осіб (2010; 69 у 2002).
Національний склад (станом на 2002 рік):
- росіяни — 90 %